# Federazione di rugby a 15 del Kenya
La Federazione Rugby XV del Kenya (in inglese Kenya Rugby Football Union o KRFU) è l'organo che governa il Rugby a 15 in Kenya.
Affiliata all'International Rugby Board, è inclusa fra le nazionali di terzo livello senza esperienze di Coppa del Mondo.